# Matt Graham
Matt Graham (Gosford, 23 ottobre 1994) è uno sciatore freestyle australiano, medaglia d'argento nelle gobbe alle Olimpiadi di Pyeongchang 2018.

## Biografia
In Coppa del Mondo ha esordito il 14 gennaio 2010 a Deer Valley (41º), dove ha anche ottenuto il primo podio il 9 gennaio 2015 (2º) e la prima vittoria il 4 febbraio 2016. In carriera ha preso parte a due edizioni dei Giochi olimpici invernali, Soči 2014 (7º nelle gobbe) e Pyeongchang 2018 (2º nelle gobbe), e a quattro dei Campionati mondiali ottenendo come miglior risultato il secondo posto nelle gobbe a Park City 2019.

## Palmarès

### Olimpiadi
- 1 medaglia:
  - 1 argento (gobbe a Pyeongchang 2018)

### Mondiali
- 4 medaglie:
  - 2 argenti (gobbe a Park City 2019; gobbe a Bakuriani 2023)
  - 2 bronzi (gobbe in parallelo a Bakuriani 2023; gobbe in parallelo a Engadina 2025)

### Coppa del Mondo
- Vincitore della Coppa del Mondo di gobbe nel 2021
- 27 podi:
  - 4 vittorie
  - 8 secondi posti
  - 15 terzi posti

#### Coppa del Mondo - vittorie
| Data             | Luogo       | Paese       | Disciplina |
| ---------------- | ----------- | ----------- | ---------- |
| 4 febbraio 2016  | Deer Valley | Stati Uniti | MO         |
| 28 gennaio 2017  | Calgary     | Canada      | MO         |
| 13 dicembre 2021 | Idre Fjäll  | Svezia      | DM         |
| 2 febbraio 2023  | Deer Valley | Stati Uniti | MO         |

Legenda:

MO = gobbe

DM = gobbe in parallelo